# Električni tok
Električni tok ili električni fluks je fizikalna veličina koja predstavlja broj silnica električnog polja koje prolaze kroz određenu plohu (površ). Električni tok je direktno proporcionalan broju električnih silnica koje prolaze kroz zamišljenu (virtualnu) plohu. 

## Homogeno električno polje
Ako je električno polje homogeno, električni tok kroz plohu vektora površine {\displaystyle \mathbf {A} } je:
{\displaystyle \Phi _{E}=\mathbf {E} \cdot \mathbf {A} =EA\cos \theta ,}
gdje je {\displaystyle \mathbf {E} } vektor električnog polja (s jedinicom {\displaystyle {\frac {V}{m}}}), {\displaystyle E} njegova jačina, {\displaystyle A} površina plohe i {\displaystyle \theta } kut između linija električnog polja i normale na plohu površine {\displaystyle A}.

## Nehomogeno električno polje
Za nehomogeno električno polje, električni tok {\displaystyle {\mathit {d}}\Phi _{E}} kroz malu plohu površine {\displaystyle {\mathit {d}}\mathbf {A} } je dan preko sljedeće relacije:
{\displaystyle d\Phi _{E}=\mathbf {E} \cdot d\mathbf {A} }
(vektor električnog polja, {\displaystyle \mathbf {E} }, pomnožen komponentom vektora površine {\displaystyle \mathbf {A} } koja je okomita na električne silnice). Električni tok kroz plohu površine {\displaystyle {\mathit {A}}} time je dan površinskim integralom:
{\displaystyle \Phi _{E}=\oint _{A}\mathbf {E} \cdot d\mathbf {A} ,}
gdje je {\displaystyle \mathbf {E} } vektor električnog polja i {\displaystyle {\mathit {d}}\mathbf {A} } izvod površine zatvorene plohe {\displaystyle {\mathit {A}}} po kojoj se integrira, s normalom na plohu usmjerenom k vani koja određuje smjer vektora te površine.

## Gaussova ploha
Za zatvorenu Gaussovu plohu, električni tok je dan sljedećom relacijom:
{\displaystyle \Phi _{E}=\oint _{A}\mathbf {E} \cdot d\mathbf {A} ={\frac {Q_{A}}{\epsilon _{0}}},}
gdje je
{\displaystyle \mathbf {E} }   vektor električnog polja,
{\displaystyle {\mathit {A}}}  {\displaystyle \ \ } {\displaystyle \ \ }bilo koja zatvorena ploha,
{\displaystyle {\mathit {Q_{A}}}} ukupni električni naboj koji se nalazi unutar zatvorene plohe {\displaystyle {\mathit {A}}},
{\displaystyle {\mathit {\epsilon _{0}}}}   električna konstanta (univerzalna konstanta, također poznata i pod nazivom relativna permitivnost/permeabilnost/propustljivost vakuuma). ({\displaystyle {\mathit {\epsilon _{0}}}=8,854187817\ldots \times 10^{-12}{F}{m}^{-1}})
Ova jednadžba predstavlja Gaussov zakon za električno polje u integralnom obliku i jedna je od četiri Maxwellove jednadžbe.
Dok na električni tok ne utječu naboji koji nisu zatvoreni („obgrljeni”) zatvorenom plohom, rezultirajući vektor električnog polja, {\displaystyle \mathbf {E} }, u jednadžbi Gaussovog zakona može biti pod utjecajem naboja koji leže van zatvorene plohe. Iako Gaussov zakon vrijedi za sve situacije, upotrebljiv je ponajviše za „sporedne” kalkulacije s visokim stupnjevima simetrije prisutne u električnom polju. Primjeri uključuju sferičnu i cilindričnu simetriju.
Izvođenje Gaussovog zakona pomoću primjera sfere je sljedeće:
{\displaystyle d\Phi _{E}=\mathbf {E} \cdot d\mathbf {A} }
{\displaystyle d\Phi _{E}={\mathit {E}}\cdot d{\mathit {A}}\cdot \cos \theta }
{\displaystyle d\Phi _{E}={\mathit {E}}\cdot d{\mathit {A}}\cdot \cos 0}
{\displaystyle d\Phi _{E}={\mathit {E}}\cdot d{\mathit {A}}}
{\displaystyle \Phi _{E}=\int _{i}^{n}d\Phi _{E_{i}}}
{\displaystyle \Phi _{E}=\int _{i}^{n}{\mathit {E}}\cdot d{\mathit {A_{i}}}}
{\displaystyle \Phi _{E}={\mathit {E}}\cdot \int _{i}^{n}d{\mathit {A_{i}}}}
{\displaystyle \Phi _{E}={\mathit {E}}\cdot {\mathit {A_{sf.}}}}
{\displaystyle \Phi _{E}={\mathit {E}}\cdot 4r^{2}\pi }
{\displaystyle \Phi _{E}={\frac {{\mathit {k}}\cdot Q_{A}}{r^{2}}}\cdot 4r^{2}\pi }
{\displaystyle \Phi _{E}={\mathit {k}}\cdot Q_{A}\cdot 4\pi }
{\displaystyle \Phi _{E}={\frac {1}{4\pi \epsilon _{0}}}\cdot Q_{A}\cdot 4\pi }
{\displaystyle \Phi _{E}={\frac {Q_{A}}{\epsilon _{0}}}}
Pomoću primjera trostrane prizme (slika desno) može se pokazati da je električni tok kroz bilo koju zatvorenu plohu jednak nuli ako je ukupni (rezultirajući) električni naboj koji se nalazi unutar te zatvorene plohe također jednak nuli (za {\displaystyle Q_{A}=0} ⇒ {\displaystyle \Phi _{E}=0}), tj. kada je broj silnica električnog polja koje „uđu” u prostor ograničen plohom jednak broju silnica koje „izađu” iz tog prostora:
{\displaystyle \Phi _{E}=\Phi _{E_{ABCD}}+\Phi _{E_{ADFE}}+\Phi _{E_{BCFE}}+\Phi _{E_{ABE}}+\Phi _{E_{DCF}}}
{\displaystyle \Phi _{E}=EA_{ABCD}\cos 180\;+\;EA_{ADFE}\cos \theta \;+\;EA_{BCFE}\cos 90\;+\;EA_{ABE}\cos 90\;+\;EA_{DCF}\cos 90}
{\displaystyle \Phi _{E}=E\cdot \left(-{\overline {AB}}\cdot {\overline {AD}}+{\frac {\overline {AB}}{\cos \theta }}\cdot {\overline {AD}}\cdot \cos \theta +0+0+0\right)}
{\displaystyle \Phi _{E}=E\cdot \left(-{\overline {AB}}\cdot {\overline {AD}}+{\overline {AB}}\cdot {\overline {AD}}\right)}
{\displaystyle \Phi _{E}=0}

## Mjerna jedinica
SI jedinica električnog toka je voltmetar ({\displaystyle Vm}), ili, ekvivalentno, njutnmetar na kvadrat po kulonu ({\displaystyle Nm^{2}C^{-1}}). Time je SI jedinica za električni tok izražena osnovnim jedinicama {\displaystyle kgm^{3}s^{-3}A^{-1}}.
Dimenzionalna formula električnog toka je {\displaystyle \left[L^{3}MT^{-3}I^{-1}\right]}.

## Vanjske poveznice
- (engl.) Električni tok (hyperphysics.phy-astr.gsu.edu)